# Ksar El Boukhari
Ksar El Boukhari là một đô thị thuộc tỉnh Médéa, Algérie. Dân số thời điểm năm 2002 là 53.637 người.